# Aéroport de Goundam

i7
i11
i13
Der Flugplatz Goundam (französisch Aéroport de Goundam, ICAO-Code: GAGM) ist ein Flugplatz der Stadt Goundam im Norden der Republik Mali in der Region Timbuktu. Der Flugplatz liegt im Fluginformationsgebiet (FIR)  von Niamey Center.
Bis zum 24. Dezember 2012 wurde der Flugplatz wöchentlich durch Air Mali mit kleineren Maschinen im Inlandsdienst  angeflogen. Air Mali hat den Betrieb bis auf weiteres eingestellt. Zurzeit steht den Einwohnern und Besuchern von Goundam für den Linienflug der rund 75 Kilometer nordöstlich gelegene Flughafen Timbuktu zur Verfügung.